# Raffaele La Capria
Raffaele La Capria (Napoli, 3 ottobre 1922 – Roma, 26 giugno 2022) è stato uno scrittore, sceneggiatore e traduttore italiano.
Autore di Ferito a morte, si è imposto come una delle voci più significative della letteratura italiana del secondo Novecento.

## Biografia

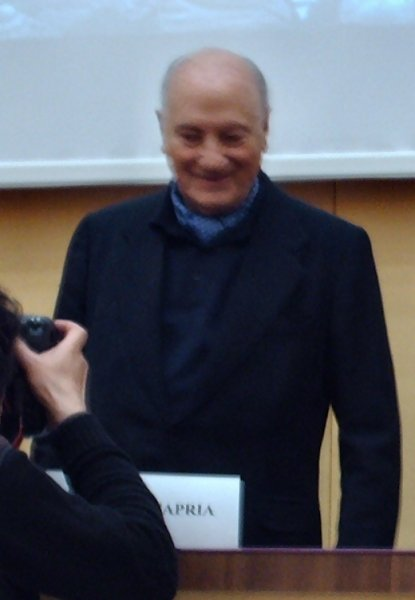
La Capria a Galassia Gutenberg (2008)

Dopo essersi laureato in Giurisprudenza all'Università degli Studi di Napoli Federico II nel 1947 e dopo aver soggiornato in Francia, Inghilterra e Stati Uniti, nel 1950 si trasferì a Roma. Nel 1957 frequentò ad Harvard l'International Seminar of Literature.
Collaborò alle pagine culturali del Corriere della Sera. Dal 1990 fu condirettore della rivista letteraria Nuovi Argomenti. Fu autore di radiodrammi per la Rai, nonché co-sceneggiatore di molti film di Francesco Rosi, tra i quali Le mani sulla città (1963) e Uomini contro (1970); inoltre collaborò con Lina Wertmüller alla sceneggiatura del film Ferdinando e Carolina.
Nel 1961 vinse il Premio Strega per Ferito a morte. Nel settembre del 2001 ricevette il Premio Campiello alla carriera e nel 2002 gli viene assegnato il Premio Chiara, sempre alla carriera. Nel 2005 vinse il Premio Viareggio per la raccolta L'estro quotidiano. Nel 2011 gli è stato assegnato il premio Alabarda d'oro alla carriera per la letteratura; nel 2012 il Premio Brancati.
Nel 1966 sposò l'attrice Ilaria Occhini, da cui ebbe la figlia Alexandra.
A lui è parzialmente ispirato il personaggio Jep Gambardella del film La grande bellezza di Paolo Sorrentino.
È morto a Roma il 26 giugno 2022, all'età di 99 anni. I funerali si sono svolti nella chiesa di Sant'Ignazio Loyola in Campo Marzio in piazza Sant'Ignazio a Roma. Riposa al cimitero acattolico di Capri, cui era molto legato, accanto alla moglie.

## Produzione letteraria
La Capria pubblicò oltre venti libri, esordendo nel 1952 con il romanzo Un giorno d'impazienza. 
Nel 1959 fu autore del radiodramma "Il Topo", realizzato dalla Compagnia di Prosa di Firenze della RAI con la regia di Umberto Benedetto.
Il suo secondo romanzo, Ferito a morte, il suo romanzo più noto, uscì quasi dieci anni dopo, nel 1961, e vinse il Premio Strega.
Nel 1982 raccolse nel volume Tre romanzi di una giornata, tre pubblicazioni: Un giorno d'impazienza, Ferito a morte e Amore e psiche (1973) 
Pubblicò anche raccolte di racconti come La neve del Vesuvio, Fiori giapponesi (1979), il racconto Colapesce (1997) e si dedicò molto alla saggistica scivendo, tra gli altri, False partenze (1964), Il sentimento della letteratura (1997) e un'autobiografia, Cinquant'anni di false partenze (2002). Altri suoi scritti (come le raccolte La mosca nella bottiglia, Lo stile dell'anatra e La bellezza di Roma) sono di tipo civile. Nel 2003 le opere di Raffaele La Capria sono state pubblicate in un volume della  collana "I Meridiani", a cura di Silvio Perrella; una nuova edizione riveduta e aggiornata, in due volumi, è stata pubblicata nel 2015.
La Capria tradusse opere per il teatro di autori come Jean-Paul Sartre, Jean Cocteau, T. S. Eliot, George Orwell. Curò o introdusse edizioni di opere di Ignazio Silone, Giosetta Fioroni, Giuseppe Patroni Griffi, Antonio Ghirelli, Furio Sampoli, Randall Morgan, Damiano Damiani, Eduardo De Filippo, Ruggero Guarini, Sandro Veronesi, Stendhal, Predrag Matvejević e Stefano Di Michele.

## Opere

### Romanzi
- Un giorno d'impazienza, Milano-Roma, Bompiani, 1952; 1976.
- Ferito a morte, Milano, Bompiani, 1961. (Premio Strega)[13]
- Amore e psiche, Milano, Bompiani, 1973. (Premio Selezione Campiello)[14]

### Saggi
- Colapesce Favola italiana, raccontata da, Milano, A. Mondadori, 1974.
- False partenze. Frammenti per una biografia letteraria, Milano, Bompiani, 1974.
- Variazioni sopra una nota sola, Roma, Cooperativa scrittori, 1977.
- Fiori giapponesi, Milano, Bompiani, 1978.
- In Lucania con Carlo Levi, con Saverio Strati, fotografia di Mario Carbone, commento di Gino Melchiorre, Cosenza, Lerici, 1979.
- Il bambino che non volle sparire, Teramo, Lisciani & Giunti, 1980.
- Il genio, con Damiano Damiani, in "Sipario", a. 38, n. 440, 1984, p. 99-114. [Da Il re ferito un prologo e due tempi di Damiano Damiani]
- L'armonia perduta, Milano, A. Mondadori, 1986. (Premio Napoli[15])
- Una visita alla centrale nucleare, con un'acquaforte di Franco Bassignani, Brescia, L'obliquo, 1987.
- La neve del Vesuvio, Milano, A. Mondadori, 1988. ISBN 88-04-31400-1. (Premio Grinzane Cavour)
- Letteratura e salti mortali, postfazione di Alfonso Berardinelli, Milano, A. Mondadori, 1990. ISBN 88-04-34212-9.
- Capri e non più Capri, Milano, A. Mondadori, 1991. ISBN 88-04-34559-4, Premio Nazionale Rhegium Julii[16].
- L'occhio di Napoli, Milano, A. Mondadori, 1994. ISBN 88-04-37910-3. (Premio Società dei Lettori, Lucca-Roma)
- Conversazione con Raffaele La Capria. Letteratura e sentimento del tempo, con Paola Gaglianone, saggio critico di Raffaele Manica, Roma, Omicron, 1995. ISBN 88-86680-03-1.
- L'apprendista scrittore, a cura di Stefania Brazzoduro, Roma, minimum fax, 1996. ISBN 88-86568-10-X.
- La mosca nella bottiglia. Elogio del senso comune, Milano, Rizzoli, 1996. ISBN 88-17-66067-1.
- Il sentimento della letteratura, Milano, Mondadori, 1997. ISBN 88-04-42275-0.
- Campania. Immagini del XIX secolo dagli archivi Alinari, Firenze, Alinari, 1997. ISBN 88-7292-204-6.
- Napolitan graffiti. Come eravamo, Milano, Rizzoli, 1998. ISBN 88-17-66096-5.
- Letteratura e libertà. Colloquio di Emanuele Trevi con Raffaele La Capria, Roma, Liberal, 1999.
- Ultimi viaggi nell'Italia perduta, Cava de' Tirreni, Avagliano, 1999. ISBN 88-8309-023-3; Milano, Bompiani, 2015, ISBN 978-88-452-7995-9.
- Lo stile dell'anatra, Milano, Mondadori, 2001. ISBN 88-04-48816-6.
- Cinquant'anni di false partenze ovvero L'apprendista scrittore, introduzione di Raffaele Manica, con un omaggio di Alfonso Berardinelli, Roma, minimum fax, 2002. ISBN 88-87765-63-4.
- Me visto da lui stesso. Interviste 1970-2001 sul mestiere di scrivere, a cura di Silvio Perrella, Lecce, Manni, 2002. ISBN 88-8176-274-9.
- Guappo e altri animali, disegni di Giosetta Fioroni, Lugo, Associazione Culturale Il Bradipo, 2003.
- Palazzo Donn'Anna. La memoria immaginativa, Napoli, Electa Napoli, 2004. ISBN 88-510-0192-8.
- Positano in prosa, con Riccardo Bacchelli e Carlo Knight, Napoli, Guida, 2004. ISBN 88-7188-847-2.
- Caro Goffredo. Dedicato a Goffredo Parise, Roma, minimum fax, 2005. ISBN 88-7521-042-X.
- L'estro quotidiano, Milano, Mondadori, 2005. ISBN 88-04-53602-0. (Premio Viareggio)[17]
- Racconti. Passeggiata con clementina. Ultima passeggiata con Guappo, disegni di Lucio del Pezzo, Bagreria, Drago Artecontemporanea, 2005.
- L'amorosa inchiesta, Milano, A. Mondadori, 2006. ISBN 88-04-55331-6.
- 4 storie d'amore, illustrazioni di Mimmo Paladino, Bagheria, Drago, 2007. ISBN 978-88-95082-03-5.
- Chiamiamolo Candido. Un'antologia personale. Introdotta e accompagnata da una conversazione con Alessandro Piperno, Napoli, L'ancora del Mediterraneo, 2008. ISBN 978-88-8325-235-8.
- I mesi dell'anno, illustrazioni di Enrico Job, San Cesario di Lecce, Manni, 2008. ISBN 978-88-6266-057-0.
- L'apprendista giornalista (1958-2008), San Marco in Lamis, Istituto d'istruzione secondaria superiore "Pietro Giannone"-Centro documentazione Leonardo Sciascia/Archivio del Novecento, 2008.
- A cuore aperto, Milano, Mondadori, 2009. ISBN 978-88-04-58814-6.
- America 1957, a sentimental journey, Roma, Nottetempo, 2009. ISBN 978-88-7452-181-4.
- Un amore al tempo della Dolce Vita, Roma, Nottetempo, 2009. ISBN 978-88-7452-216-3.
- Confidenziale. Lettere dagli amici, Padova, Il notes magico, 2011. ISBN 978-88-88341-28-6.
- Quando la mattina scendevo in piazzetta, Capri, La Conchiglia, 2011. ISBN 978-88-6091-020-2.
- Esercizi superficiali. Nuotando in superficie, Milano, Mondadori, 2012. ISBN 978-88-04-61467-8.
- Doppio misto, Milano, Mondadori, 2012. ISBN 978-88-04-62385-4.
- Capri. L'isola il cui nome è iscritto nel mio, con Lorenzo Capellini, Argelato, Minerva, 2012. ISBN 978-88-7381-455-9.
- Novant'anni d'impazienza. Un'autobiografia letteraria, Roma, minimum fax, 2013. ISBN 978-88-7521-529-3.
- Umori e malumori. Diario 2012-2013, Roma, Nottetempo, 2013. ISBN 978-88-7452-463-1.
- La bellezza di Roma, Milano, Mondadori, 2014. ISBN 978-88-04-63795-0.
- Introduzione a me stesso, Roma, Elliot, 2014. ISBN 978-88-6192-666-0.
- Il guarracino che andava per mare, con un'opera di Massimo Nota e una nota di Silvio Perrella, Napoli, ilfilodipartenope, 2014.
- Storia di un'amicizia tra uno scrittore e un lettore. Lettere 1995-2001, con Beppe Agosti, Milano, Archinto, 2014. ISBN 978-88-7768-649-7.
- Al bar, con Umberto Silva, Roma, Nottetempo, 2015. ISBN 978-88-7452-573-7.
- Ai dolci amici addio, Roma, Nottetempo, 2016. ISBN 978-88-7452-603-1.
- Interviste con alieni, Salò, Damiani, 2016. ISBN 978-88-99438-04-3.
- L'isola il cui nome è iscritto nel mio , Argelato, Minerva, 2016. ISBN 978-88-7381-856-4.
- Il fallimento della consapevolezza, Milano, Mondadori, 2018. ISBN 978-88-04-70598-7.
- Di terra e mare, con Silvio Perrella, Bari-Roma, Laterza, 2018. ISBN 978-88-581-3186-2.
- La vita salvata. Conversazioni con Giovanna Stanzione, Milano, Mondadori, 2020. ISBN 978-8804730972.

### Raccolte
- Tre romanzi di una giornata, Torino, Einaudi, 1982. ISBN 88-06-05383-3. [contiene: Un giorno d'impazienza; Ferito a morte; Amore e psiche]
- Opere, a cura e con un saggio introduttivo di Silvio Perrella, Milano, A. Mondadori, 2003. ISBN 88-04-51361-6. [contiene False partenze (scelta) - Tre romanzi di una giornata; Colapesce; Fiori giapponesi; La neve del Vesuvio; L'armonia perduta; Capri e non più Capri (scelta); Ultimi viaggi nell'Italia perduta (scelta); L'occhio di Napoli (scelta); Letteratura e salti mortali; Il sentimento della letteratura; La mosca nella bottiglia; Lo stile dell'anatra]; nuova ed. rivista e accresciuta in due tomi, Milano, A. Mondadori, 2014. ISBN 978-88-04-63730-1. [Contiene: False partenze; Il mito della bella giornata; Roma; Altre false partenze; I ritorni a Napoli; Fiori giapponesi; Letteratura, senso comune e passione civile; L'amorosa inchiesta; Esercizi superficiali; Me visto da lui stesso]
- Amori, Lecce, Manni, 2008. ISBN 978-88-8176-991-9. [brani tratti da Un giorno d'impazienza; Ferito a morte; Amore e psiche; Fiori giapponesi; Lo stile dell'anatra]
- La lezione del canarino, Milano, Il Sole 24 Ore, 2012. [contiene: Il peccato originale; La farfalla; La civettina; Il gufo reale; Il ciuchino; Una visita allo zoo; Il gabbiano; Il granchio; Il polpo; Gli avvoltoi; Cartoni animati; Il gatto; Lo scoiattolo; La bassotta; L'ultima passeggiata con Guappo; Caro Guappo; Il pavone; La lezione del canarino]
- Napoli, Milano, Oscar Mondadori, 2009. ISBN 978-88-04-58525-1. [contiene L'armonia perduta; L'occhio di Napoli; Napolitan graffiti]
- La nostalgia della bellezza, Milano, Pagine d'arte, 2011. ISBN 978-88-96529-20-1. [Brani scelti da La mosca nella bottiglia]

### Sceneggiature televisive
- La finestra, con Mario Soldati, in "Sipario", a. 18, n. 202, 1963, p. 59-69.

## Filmografia

### Sceneggiatore
- Racconti dell'Italia di ieri - Terno secco, regia di Gilberto Tofano (1961)
- Leoni al sole, regia di Vittorio Caprioli (1961)
- La finestra (insieme a Mario Soldati), regia di Silverio Blasi[18]
- Le mani sulla città, regia di Francesco Rosi (1963)
- C'era una volta, regia di Francesco Rosi (1967)
- Senza sapere niente di lei, regia di Luigi Comencini (1969)
- Uomini contro, regia di Francesco Rosi (1970)
- Identikit, regia di Giuseppe Patroni Griffi (1974)
- Cristo si è fermato a Eboli, regia di Francesco Rosi (1979)
- Sabato, domenica e lunedì, regia di Lina Wertmüller (1990)
- Una questione privata, regia di Alberto Negrin (1991)
- Diario napoletano, regia di Francesco Rosi (1992)
- Ferdinando e Carolina, regia di Lina Wertmüller (1999)